# Volker Hoffmann
Volker Hoffmann (* 21. August 1968) ist ein ehemaliger deutscher Handballspieler und heutiger -trainer. Der Torwart spielte für den TuS Nettelstedt, die SG VfL/BHW Hameln und den TV Großwallstadt in der Bundesliga.

## Karriere
Hoffmann wechselte 1985 vom TuS Lerbeck zur A-Jugend des TSV Grün-Weiß Dankersen. In seiner ersten Saison im Senioren-Bereich spielte er für die zweite Mannschaft in der Verbandsliga und schaffte den Aufstieg in die Oberliga. Ab der Saison 1988/89 gehörte er fest zum Kader der ersten Mannschaft in der 2. Bundesliga. 1995 stieg er mit GWD Minden in die Bundesliga auf, wechselte jedoch innerhalb der Liga zum Mindener Rivalen TuS Nettelstedt, mit dem er 1997 und 1998 zweimal den Euro-City-Cup gewinnen konnte. Durch seine insgesamt elfjährige Profi-Tätigkeit bei Minden und Nettelstedt, ist er bis heute mit 21 Einsätzen Rekordspieler des Mühlenkreis-Derbys. 1999 schloss er sich dem Zweitligisten SG VfL/BHW Hameln an und stieg mit der Mannschaft erneut in die Bundesliga auf. Nach dem Abstieg 2002 verpflichtete ihn der TV Großwallstadt, mit dem er ein weiteres Jahr in der Bundesliga spielte. Danach wechselte Hoffmann zum Regionalligisten TSV Anderten, bei dem er 2010 nach sieben Jahren seine aktive Laufbahn beendete.
Seit 2010 ist er Torwart-Trainer des Lehrter SV, der zunächst in der 3. Liga spielte und derzeit in der Oberliga Niedersachsen spielt.
Hoffmann bestritt 16 Junioren-Länderspiele für Deutschland und erreichte mit der Mannschaft den vierten Platz bei der U-21-Weltmeisterschaft 1989 in Spanien. Die Bronze-Medaille wurde durch ein 22:23 gegen Jugoslawien knapp verpasst.

## Erfolge
- Euro-City-Cup-Sieger (2): 1997 und 1998
- Aufstieg in die Bundesliga (2): 1995 und 2000
- Aufstieg in die 2. Bundesliga (1): 2007
- Aufstieg in die Oberliga (1): 1988